# EKZ CrossTour
De EKZ CrossTour was een regelmatigheidscriterium in het veldrijden, dat elk seizoen werd georganiseerd in Zwitserland. In elke van deze wedstrijden waren er punten te verdienen en aan het eind van het seizoen won de veldrijder met de meeste punten de CrossTour. De laatste editie werd gehouden in het seizoen 2020-2021. Vanaf het seizoen 2022-2023 kwam er met de Swiss Cyclocross Cup een nieuw Zwitsers regelmatigheidscriterium. 

## Palmares per editie

### Mannen elite
| Seizoen   | Winnaar            | Tweede             | Derde                 |
| --------- | ------------------ | ------------------ | --------------------- |
| 2020-2021 | Kevin Kuhn         | Timon Rüegg        | Lars Forster          |
| 2019-2020 | Marcel Meisen      | Felipe Orts Lloret | Dieter Vanthourenhout |
| 2018-2019 | David van der Poel | Lars Forster       | Jan Nesvadba          |
| 2017-2018 | Marcel Wildhaber   | Simon Zahner       | Nicola Rohrbach       |
| 2016-2017 | Marcel Wildhaber   | Marcel Meisen      | Gioele Bertolini      |
| 2015-2016 | Francis Mourey     | Simon Zahner       | Marcel Wildhaber      |
| 2014-2015 | Clément Venturini  | Sascha Weber       | Simon Zahner          |

### Vrouwen elite
| Seizoen   | Winnaar           | Tweede                 | Derde                |
| --------- | ----------------- | ---------------------- | -------------------- |
| 2020-2021 | Nicole Koller     | Elisabeth Brandau      | Rebecca Gariboldi    |
| 2019-2020 | Christine Majerus | Perrine Clauzel        | Marlene Petit        |
| 2018-2019 | Denise Betsema    | Pavla Havlíková        | Elisabeth Brandau    |
| 2017-2018 | Pavla Havlíková   | Jasmin Egger-Achermann | Rebecca Gariboldi    |
| 2016-2017 | Nicole Koller     | Jasmin Egger-Achermann | Pavla Havlíková      |
| 2015-2016 | Pavla Havlíková   | Sina Frei              | Nicole Koller        |
| 2014-2015 | Eva Lechner       | Sina Frei              | Stéphanie Vaxillaire |

### Mannen junioren
| Seizoen   | Winnaar        | Tweede       | Derde           |
| --------- | -------------- | ------------ | --------------- |
| 2020-2021 | Nils Aebersold | Jan Christen | Finn Treudler   |
| 2019-2020 | Dario Lillo    | Lars Sommer  | Romain Grégoire |

## Statistieken

### Dagoverwinningen

#### Mannen
| Overwinningen | Renner                 | Land        |
| ------------- | ---------------------- | ----------- |
| 6             | Marcel Meisen          | Duitsland   |
| 4             | Francis Mourey         | Frankrijk   |
| 3             | David van der Poel     | Nederland   |
| 3             | Marcel Wildhaber       | Zwitserland |
| 3             | Clément Venturini      | Frankrijk   |
| 2             | Lars Forster           | Zwitserland |
| 2             | Vincent Baestaens      | België      |
| 2             | Klaas Vantornout       | België      |
| 1             | Kevin Kuhn             | Zwitserland |
| 1             | Michael Vanthourenhout | België      |
| 1             | Laurens Sweeck         | België      |
| 1             | Sascha Weber           | Duitsland   |
| 1             | Quinten Hermans        | België      |

Bijgewerkt t/m: 16 mei 2021

#### Mannen per land
| Overwinningen | Land        |
| ------------- | ----------- |
| 7             | Zwitserland |
| 7             | Frankrijk   |
| 7             | Duitsland   |
| 7             | België      |
| 3             | Nederland   |

Bijgewerkt t/m: 16 mei 2021

#### Vrouwen
| Overwinningen | Renster               | Land                |
| ------------- | --------------------- | ------------------- |
| 7             | Eva Lechner           | Italië              |
| 4             | Christine Majerus     | Luxemburg           |
| 4             | Denise Betsema        | Nederland           |
| 4             | Pavla Havlikova       | Tsjechië            |
| 3             | Jolanda Neff          | Zwitserland         |
| 2             | Elisabeth Brandau     | Duitsland           |
| 2             | Lucie Chainel-Lefevre | Frankrijk           |
| 1             | Perrine Clauzel       | Frankrijk           |
| 1             | Helen Wyman           | Verenigd Koninkrijk |
| 1             | Annemarie Worst       | Nederland           |
| 1             | Nicole Koller         | Zwitserland         |
| 1             | Sina Frei             | Zwitserland         |

Bijgewerkt t/m: 16 mei 2021

#### Vrouwen per land
| Overwinningen | Land                |
| ------------- | ------------------- |
| 7             | Italië              |
| 5             | Nederland           |
| 5             | Zwitserland         |
| 4             | Luxemburg           |
| 4             | Tsjechië            |
| 3             | Frankrijk           |
| 2             | Duitsland           |
| 1             | Verenigd Koninkrijk |

Bijgewerkt t/m: 16 mei 2021

### Eindoverwinningen

#### Mannen
| Eindoverwinningen | Renner           | Edities      |
| ----------------- | ---------------- | ------------ |
| 2                 | Marcel Wildhaber | 16-17, 17-18 |

#### Vrouwen
| Eindoverwinningen | Renster         | Edities      |
| ----------------- | --------------- | ------------ |
| 2                 | Pavla Havlíková | 15-16, 17-18 |